# Allen Frances
Allen James Frances (geboren 1942 in New York City) ist ein US-amerikanischer Psychiater. Er hatte den Vorsitz der Arbeitsgruppe inne, welche 1994 die vierte Revision des Diagnostischen und Statistischen Handbuch Psychischer Störungen (DSM-IV) zu verantworten hatte. Das DSM ist das Klassifikationssystem der American Psychiatric Association und entspricht dem Kapitel V der ICD-10.
Außerdem ist Frances für seine Kritik an der aktuellen Version bekannt, dem DSM-5. Er warnt davor, dass die Erweiterung der psychiatrischen Grenzen eine Inflation an psychiatrischen Diagnosen verursachen wird, die zu einer Übertherapie der „eingebildeten Kranken“ führt, wodurch die Psychiatrie nur vom eigentlichen Zweck, nämlich der Behandlung der psychisch schwer Kranken abgelenkt wird. Gegen das Erscheinen des Handbuchs initiierte er eine Petition, weil er befürchtete, dass das neue Standardwerk zur Hyperinflation psychischer Krankheiten führen würde, besonders bei Kindern und Jugendlichen.

## Ausbildung
Allen J. Frances machte seinen Bachelor-Abschluss  in Wirtschaftswissenschaften und einem medizinischen Vorbereitungskurs am Columbia College im Jahre 1963 und beendete 1967 sein Medizinstudium am Downstate Medical Center. Seine psychiatrische Facharztausbildung absolvierte er am Columbia Presbyterian Medical Center und New York State Psychiatric Institute im Jahr 1971. Sein Zertifikat in Psychoanalyse erhielt er 1978 am Columbia University Center for Psychoanalytic Training and Research. 
Frances ist verwitwet und lebt in Coronado, Kalifornien.

## Wissenschaftliche Tätigkeit
Er begann seine wissenschaftliche Laufbahn am Cornell University Medical College, wo er bald eine Professur erhielt und Leiter der Ambulanz wurde. Frances entwickelte spezialisierte Forschungskliniken für Schizophrenien, Depressionen, Angststörungen und AIDS. Während seiner akademischen Laufbahn forschte Frances in zahlreichen klinischen Bereichen wie Persönlichkeitsstörungen, chronische Depressionen, Angststörungen, Schizophrenie, AIDS und Psychotherapie. In seinem Buch Differential Therapeutics in Psychiatry versucht Frances aufzuzeigen, wie eine effektive Behandlungsplanung aussehen kann, ohne die Behandlung mechanisch an einer passenden Diagnose zu orientieren.
Seine Forschungsergebnisse über die therapeutischen Grenzen mündeten 1981 in seine Veröffentlichung No Treatment as the Prescription of Choice (Keine Behandlung als Rezept der Wahl). Insgesamt schrieb Frances mehrere hundert Veröffentlichungen und rund ein Dutzend Bücher.
Frances war Gründer und Herausgeber von zwei Zeitschriften, die zu Standard-Fachzeitschriften geworden sind: Journal of Personality Disorders und Journal of Psychiatric Practice. Im Jahr 1991 wurde er Dekan der Abteilung für Psychiatrie an der Duke University School of Medicine, wo er die Forschung, Ausbildung und die klinischen Programme, die von seinem Vorgänger Bernard Carroll eingeleitet worden waren, ausgebaut hat. Inzwischen ist er Professor emeritus.
Neben seiner wissenschaftlichen Tätigkeit schrieb Frances unter anderem für The Los Angeles Times, The New York Times, The Huffington Post und Pathology Today zu fachlichen  Themen.

## Schriften (Auswahl)
- Twilight of American Sanity. A Psychiatrist Analyzes the Age of Trump, William Morrow
  - Amerika auf der Couch. Ein Psychiater analysiert das Trump-Zeitalter. Übersetzt von Kathrin Bielfeldt und Jürgen Bürger. DuMont, Köln 2018, ISBN 978-3-8321-8991-4.
- Saving Normal : an insider's revolt against out-of-control psychiatric diagnosis, DSM-5, big pharma, and the medicalization of ordinary life. New York, NY : William Morrow, 2014
  - Normal. Gegen die Inflation psychiatrischer Diagnosen. Übersetzung Barbara Schaden. Mit e. Nachwort von Geert Keil. Dumont, Köln 2013, ISBN 978-3-8321-9700-1.
- mit Michael B. First: Am I Okay? A Layman's Guide to the Psychiatrist's Bible. New York : Simon & Schuster, 2000 ISBN 978-0-6848-5961-3.
- Treatment of schizophrenia.  Memphis, TN : Physicians Postgraduate Press, 1996